# Martin Laciga
Martin Laciga (Aarberg, 25 gennaio 1975 – 22 agosto 2023) è stato un giocatore di beach volley svizzero.

## Palmarès

### Mondiali
- 1 medaglia:
  - 1 argento (Marsiglia 1999)

### Europei
- 6 medaglie:
  - 3 ori (Rhodos 1998; Palma 1999; Bilbao 2000)
  - 2 argenti (Jesolo 2001; Basilea 2002)
  - 1 bronzo (Roma 1997)